# Ідентифікатор групи
Ідентифікатор групи (англ. Group ID, group identifier) – числовий ідентифікатор групи в операційній системі Unix та їй подібних.
В UNIX-подібних системах, користувачі відносяться до певних груп. Кожна група має чітко визначені права доступу до файлової системи. Використання груп дає користувачу можливість керування через суперкористувача в організований спосіб, наприклад: права запуску програм на виконання, доступу до файлів, принтерів, сканерів та інших  периферійних пристроїв.
Під час створення облікового запису, він автоматично присвоюється головній групі (англ. primary group). GID головної групи за замовчуванням однаковий з UID. Інформація про групи знаходиться у файлі /etc/group за схемою:
```
 назва_групи : пароль : GID : список_користувачів
де:
 назва_групи – текстовий ідентифікатор групи;
 пароль – пароль групи;
 GID – числовий ідентифікатор групи;
 список_користувачів – список текстових ідентифікаторів користувачів, що належать до групи.
```

## Правила
- група root має GID = 0;
- група nogroup має останній GID = 65534;
- діапазон GID від 1 до 99 (типово) зарезервовано для груп операційної системи;
- GID від 100 (500 в Red Hat Linux, 1000 в Debian) і вище, призначені для основних груп.